# Planetarium Barmen

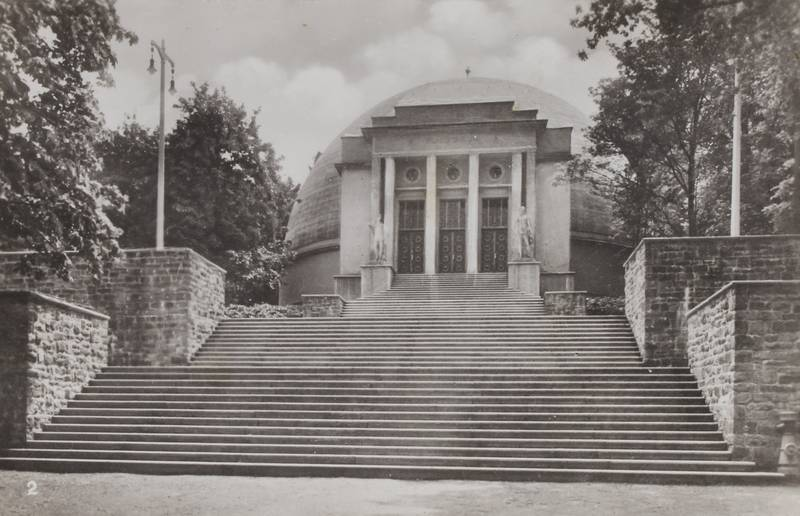
Planetarium Barmen, 1930er Jahre

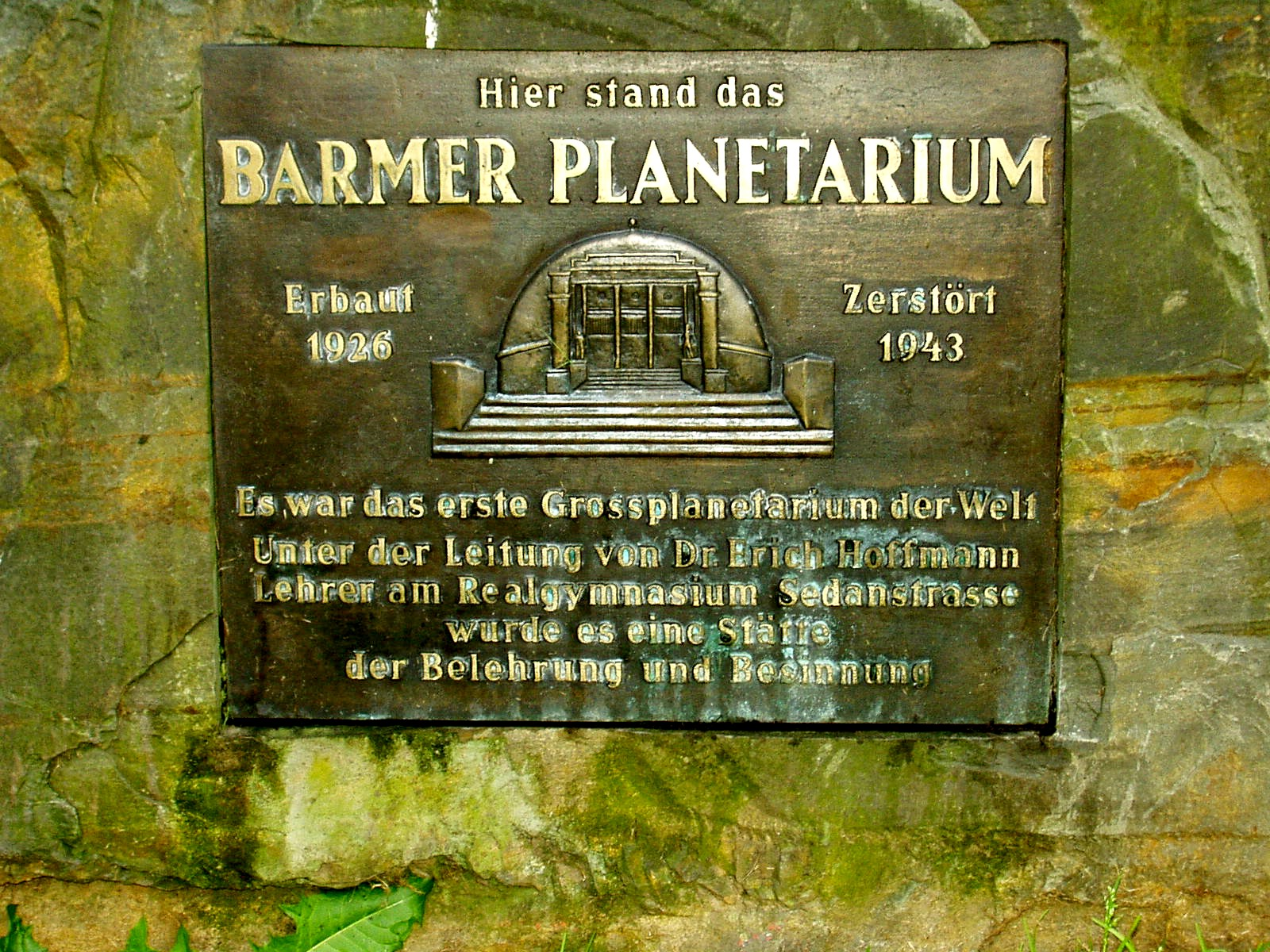
Gedenktafel Barmer Planetarium

Das Barmer Planetarium war ein 1926 eröffnetes Planetarium in den Barmer Anlagen in Barmen, einem heutigen Stadtteil von Wuppertal. Bei der Eröffnung gehörte es zu den größten seiner Art. 1943 wurde es bei den Luftangriffen auf Wuppertal beschädigt, in der Nachkriegszeit verfiel die Bausubstanz zusehends, sodass die Ruine 1955 abgerissen wurde.

## Geschichte
Am 21. Oktober 1924 beschloss die Stadt Barmen nach einer Vorführung einer neuartigen optischen Projektionstechnik der Firma Carl Zeiss aus Jena den Bau eines neuartigen Planetariums. Als Standort wurde zunächst der untere Eingangsbereich der Barmer Anlagen bestimmt. Nach Anwohnerprotesten verlegte man den Standort aber auf eine Fläche oberhalb der Barmer Stadthalle. 
Der Stadtbaudirektor Rückle übernahm zusammen mit dem Stadtbaurat Köhler die architektonische Planung, die eine große Freitreppe zu einer 11 × 4 Meter große Vorhalle und einem sich anschließenden Kuppelbau aus einem Eisennetzwerk mit Bimsbetonhülle mit 24,7 Meter Durchmesser und einer Höhe von 15 Metern vorsah. Die drei Türen zur Vorhalle waren mit aus Muschelkalk gefertigten Plastiken von Mars und Venus des in Elberfeld geborenen Bildhauers Paul Wynand eingerahmt. In der Mitte der Kuppel wurde der von Carl Zeiss gebaute, 1,7 Tonnen schwere Projektionsapparat installiert, der mit seinem hantelförmigen Aufbau jeden gewünschten Sternenhimmel auf die Kuppelwände projizieren konnte. Der Modell II genannte Universalprojektor war eine Weiterentwicklung des für das Planetarium im Deutschen Museum gebauten Geräts. Mit insgesamt 119 Projektoren konnten 8900 Sterne, die Milchstraße, Nebel und Sternhaufen sowie Sonne, Mond und fünf Planeten dargestellt werden. In der Kuppel fanden mehr als 600 Besucher Platz.
Am 18. Mai 1926 um 17 Uhr wurde das Planetarium, das die stolze Summe von 350.000 Reichsmark gekostet hatte, durch den Barmer Oberbürgermeister Paul Hartmann mit einem Festakt unter Teilnahme von 500 Gästen feierlich eröffnet. Zum wissenschaftlichen Leiter wurde Dr. Erich Hoffmann bestellt, der seit 1920 hauptberuflich Physik- und Mathematiklehrer am Realgymnasium Sedanstraße war. 
Der Ruhm als größtes Planetarium seiner Art dauerte nur fünf Tage an. Die nahe gelegene Stadt Düsseldorf hatte – vermutlich angeregt durch die Barmer Bemühungen – im Rahmen der Neubauten für die Ausstellung „GeSoLei“ 1926 am Rheinufer ebenfalls ein Planetarium errichtet, das noch größer ausgefallen war, zumal es auch als Festsaal genutzt werden konnte.
Das Barmer Planetarium war in den ersten Jahren eine große Attraktion für die Bevölkerung. Das Interesse flaute in den Folgejahren stark ab, was an der Konkurrenz durch die Düsseldorfer Anlage und den Auswirkungen der Weltwirtschaftskrise liegen könnte. 1931 wurde das reguläre Vortragsprogramm eingestellt. Von den 20.000 Besuchern im Jahr 1935 nahmen nur 650 an öffentlichen Vorführungen teil, der Rest setzte sich aus Schulklassen und anderen geschlossenen Benutzergruppen zusammen. Die Anforderungen der Nationalsozialisten, das Programm auf ihre Propaganda anzupassen, wurden nicht umgesetzt, weshalb es wahrscheinlich auch keine Förderung mehr gab.
Am 30. Mai 1943 erfolgte ein schwerer Luftangriff auf Wuppertal. Das Planetarium wurde durch einen Riss in der Kuppel nur leicht beschädigt, aber in der Folge nicht gesichert, so dass Wasser eindrang und die Bausubstanz schädigte. Plünderer stahlen den Projektionsapparat und die übrige technische Einrichtung und die beiden Plastiken fielen Vandalismus zum Opfer. Nach dem Zweiten Weltkrieg verfiel das Gebäude zusehends, bis nur noch das Eisengerippe des Kuppelbaus übrig blieb. 1955 folgte der endgültige Abriss. Seit 1997 erinnert eine Gedenktafel an den Bau.